# Phthiracarus largus
Phthiracarus largus är en kvalsterart som beskrevs av Wojciech Niedbała 1984. Phthiracarus largus ingår i släktet Phthiracarus och familjen Phthiracaridae. Inga underarter finns listade i Catalogue of Life.